# Bentó
Bentó (japonsky 弁当) je jídlo v krabičce zvané bentóbako (弁当箱). V ní si lidé berou jídlo do práce, školy či na cestu. V krabičkách vyrobených ze dřeva, plastu nebo kovu s přihrádkami je obvykle rýže, maso nebo ryby, nakládaná zelenina, sójová omáčka a další přísady.

## Vybrané ingredience přidávané do bentó
| Agedófu (揚げ豆腐)       | smažené tofu                 |
| Džako (雑魚)             | malé sušené ryby             |
| Konnjaku[zdroj?]         | druh suši[zdroj?]            |
| Maguro sašimi (鮪刺し身) | sašimi z tuňáka              |
| Onigiri (御握り)         | rýžové trojúhelníky s náplní |
| Takenoko (竹の子)        | bambusové výhonky            |
| Cukemono (漬け物)        | nakládaná zelenina           |
| Hidžiki (鹿尾菜)         | mořské řasy                  |